# (1165) Imprinetta
(1165) Imprinetta est un astéroïde de la ceinture principale, découvert par Hendrik van Gent le 24 avril 1930. Sa désignation temporaire est 1930 HM.

## Découverte et nommage
Il a été découvert par Hendrik van Gent le 24 avril 1930 à Johannesbourg qui le nomma d'après le prénom de son épouse.

## Sources

## Compléments